# 多佛惡魔
多佛惡魔（英语：Dover Demon）是出現於美國馬薩諸塞州多佛的類人形神秘生物。懷疑論者認為多佛惡魔其實是一個鹿或牛的幼崽，當地警察則傾向於是個騙局。

## 目击
1977年4月21日，目擊者William Bartlett聲稱在多佛看見一隻長著發光大眼睛以及卷鬚狀手指的怪異生物。同日晚，目擊者John Baxter聲稱在米勒山道（Miller Hill Road）看見一個類似生物。
1977年4月22日，目擊者Abby Brabham聲稱在斯普林代爾大街（Springdale Avenue）看見了多佛惡魔。

## 流行文化
- 纪录片《怪兽档案》第一季曾以多佛恶魔为主题创作。[4]
- 漫畫《膽大黨》中出現過多佛惡魔。

## 外部連結
- The Dover Demon Still Haunts (Boston Globe)（页面存档备份，存于）